# Xã Ursa, Quận Adams, Illinois
Xã Ursa (tiếng Anh: Ursa Township) là một xã thuộc quận Adams, tiểu bang Illinois, Hoa Kỳ. Năm 2010, dân số của xã này là 1.073 người.